# Elthusa foveolata
Elthusa foveolata là một loài chân đều trong họ Cymothoidae. Loài này được Hansen miêu tả khoa học năm 1897.